# Munif al-Razzaz
Munif al-Razzaz (em árabe: منيف الرزاز, translit. Manif al-Razaaz) (Damasco, 19 de dezembro de 1919 - 16 de setembro de 1984) foi um médico e político jordaniano-sírio que foi o segundo e último secretário-geral do Comando Nacional do Partido Socialista Árabe Ba'ath, tendo sido eleito para o cargo no 8º Congresso Nacional realizado em abril de 1965.
Munif mudou-se para o Iraque em 1977 e tornou-se um dos principais membros do Baath iraquiano. Munif estava entre dezenas de dissidentes acusados de conspirar contra o então novo presidente iraquiano Saddam Hussein no expurgo do Partido Baath em 1979. O rei Hussein defendeu a libertação de Munif para que ele pudesse retornar em segurança à Jordânia, mas o presidente Saddam Hussein recusou terminantemente. Munif morreu em 1984 durante sua prisão domiciliar em Bagdá. Sua esposa e seu médico alegaram que ele foi envenenado depois que sua medicação para pressão alta foi substituída. Ele foi enterrado em Amã de acordo com seu único testamento.

## Biografia

### Primeiros anos
Munif al-Razzaz nasceu em Damasco, na Síria, em 19 de dezembro de 1919, mas foi criado na Jordânia. Sua família mudou-se para a Jordânia em 1925, depois que seu pai, um veterinário, foi acusado pelas autoridades coloniais francesas na Síria de colaborar com os rebeldes durante a Grande Revolta Síria, tratando seus cavalos feridos. Em 1937, Razzaz recebeu uma bolsa de estudos na Universidade Americana de Beirute, após passar um breve período estudando no Cairo. Ele se tornou membro da Seção Regional Jordaniana do Partido Socialista Árabe Baath em 1950. Razzaz foi um dos cofundadores da Filial Regional Baathista na Jordânia e promoveu a ideologia Baathista por meio de seus escritos em jornais nacionais. De 1955 a 1957, os baathistas jordanianos foram críticos ferrenhos do Rei Hussein. Razzaz criticou o apoio do Rei Hussein ao Pacto de Bagdá e sua postura em relação a Gamal Abdel Nasser, o Presidente do Egito. Por causa de suas atividades antimonárquicas, Razzaz foi preso em 1956, 1958, 1959 e 1960.
No rescaldo da Revolução do Ramadã, que levou o ramo Baath iraquiano ao poder no Iraque, Razzaz, juntamente com o seu colega baathista Abdallah Abd al-Da'im, recebeu a tarefa de formular um programa político que deveria ser transmitido ao povo iraquiano.

### Comando Nacional
Razzaz foi eleito Secretário-Geral do Comando Nacional no 8º Congresso Nacional, em abril de 1965, e sucedeu Michel Aflaq no cargo. No entanto, Razzaz não estava suficientemente enraizado nos assuntos sírios para encontrar uma solução para a crise que se estava a instalar na Síria. Em novembro de 1965, o Comando Nacional aprovou uma resolução que proibia o Comando Regional Sírio de nomear ou demitir oficiais. O Comitê Militar liderado por Salah Jadid respondeu imediatamente se rebelando. Razzaz convocou então uma sessão de emergência do Comando Nacional que decretou a dissolução do governo de Yusuf Zu'ayyin e do Comando Regional Sírio, enquanto decretaram o estabelecimento de uma nova liderança para a Síria; al-Bittar tornou-se primeiro-ministro, Muhammad Umran tornou-se ministro da Defesa, Amin al-Hafiz tornou-se presidente de um novo Conselho Presidencial e Mansur al-Atrash tornou-se presidente do Conselho Nacional Revolucionário. Jadid e os seus apoiantes responderam com o golpe de Estado sírio de 1966, que levou à queda do Comando Nacional e da facção moderada do Partido Baath.

### Fim da vida
Após a queda de Aflaq, Salah al-Din al-Bitar e dos moderados em geral no golpe de 1966, Razzaz passou à clandestinidade. Tornou-se o único membro do antigo Comando Nacional a oferecer alguma resistência contra o governo neo-baathista de Jadid. Após sua ascensão ao cargo, o relacionamento de Razzaz com Aflaq deteriorou-se, mesmo que tenha sido o Comitê Militar, e não Razzaz, quem o forçou a deixar o cargo.
Pouco depois do golpe de 1966, o Coronel Salim Hatum começou a planear uma conspiração que derrubaria o governo Jadid. Hatum formou uma aliança com Razzaz, encorajado por mensagens de camaradas do antigo Comando Nacional e começou a recrutar oficiais militares para sua causa. Ele conseguiu formar um Comitê Militar liderado pelo Major-General Fahd al-Sha'ir, um oficial druso. O golpe foi descoberto pelas autoridades em agosto de 1966, e Razzaz e seus companheiros conspiradores foram forçados a se esconder ou a fugir para o Líbano. Razzaz era um crítico ferrenho do regime sírio de Hafez al-Assad, tendo escrito um livro de exposição, Al-Tajribah al-Murrah ("A experiência amarga", em tradução livre), publicado em 1966. Ele se tornou membro da Frente de Libertação Árabe, organização baathista alinhada aos palestinos e iraquianos, em 1966 e, por meio dela, ascendeu na estrutura baathista dominada pelos iraquianos.
Em 1977, Munif mudou-se para o Iraque e tornou-se um dos principais membros do Baath iraquiano. Ele estava entre dezenas de dissidentes acusados de conspirar contra o então novo presidente iraquiano Saddam Hussein no expurgo do Partido Baath em 1979. O rei Hussein defendeu a libertação de Munif para que ele pudesse retornar em segurança à Jordânia, mas o presidente Saddam Hussein recusou terminantemente. Munif morreu em 1984. Sua esposa e seu médico alegaram que ele foi envenenado depois que o medicamento que ele tomava para pressão alta foi substituído por veneno. Ele vomitou sangue na frente da esposa e da filha.

## Pensamento
No artigo "Socialismo Baath" no jornal iraquiano Iraq Today, Razzaz afirmou que o socialismo baathista era um socialismo científico e que "era a resposta natural e inevitável às contradições entre a nação árabe e a pátria, com o colonialismo, o imperialismo e o atraso, ambos herdados e recentes. É uma resposta natural à luta natural misturada com a luta de classes". Razzaz enfatizou o fato de que o socialismo baathista era científico e moral, e que o socialismo baathista era uma forma de socialismo do Terceiro Mundo e não a forma de socialismo da Primeira, Segunda, Terceira ou Quarta Internacionais. Estas formas de socialismo derivam “o seu carácter das contradições de classe puras no seio das sociedades industrializadas imperialistas. É um socialismo que retira as suas propriedades básicas das contradições do Terceiro Mundo, com o imperialismo, por um lado, e o atraso, por outro”. O socialismo baathista, na sua opinião, opunha-se à propriedade estatal plena da economia, mas apoiava a propriedade estatal sobre os altos escalões da economia. Em seu influente artigo de 1957, "Por que o socialismo agora?", Razzaz afirma: "O socialismo é um modo de vida, não apenas uma ordem econômica. Ele se estende a todos os aspectos da vida - economia, política, treinamento, educação, vida social, saúde, moral, literatura, ciência, história e outros grandes e pequenos. Socialismo, liberdade e unidade não são nomes diferentes para coisas diferentes ... mas diferentes facetas de uma lei básica da qual eles surgem." Junto com Aflaq e Jamal al-Atassi, Razzaz escreveu Artigos sobre Socialismo em 1974.
Num artigo intitulado "Nacionalismo árabe", Razzaz afirma que a ideologia nacionalista árabe é "a força motriz por trás dos árabes na sua luta para criar uma nação progressista que possa manter-se independente entre as nações do mundo". Razzaz acreditava que os árabes tinham um sentimento de pertencimento a uma identidade árabe que poderia ser rastreada até aos dias pré-islâmicos. Ele acreditava que o mundo árabe foi confrontado pela primeira vez pelo colonialismo ocidental no início do século XVI, no Golfo Pérsico e no Oceano Índico. A Guerra Árabe-Israelita de 1948, "que trouxe a derrota humilhante dos árabes por um punhado de judeus, foi a gota d'água que destruiu qualquer resquício de confiança entre as classes dominantes de um lado e as massas do outro". Os ressentimentos contra as potências ocidentais pela criação de Israel nunca poderiam ser esquecidos, acreditava Razzaz, e a criação de Israel levou à demanda popular pelo fim de toda a tutela ocidental no mundo árabe. Razzaz afirmou que o nacionalismo árabe era o conflito entre duas forças: as classes reacionárias e as massas. As classes reaccionárias eram vassalos ineficientes do imperialismo capitalista ocidental que tinham traído a nação, enquanto as massas eram "anti-imperialistas, anticapitalistas e anti-sionistas, e a favor da unidade, da liberdade, do socialismo e do neutralismo".

## Vida pessoal
Em 1949, ele se casou com Lam'a Bseisso, que nasceu em Hama, na Síria, em 1923, com quem teve dois filhos e uma filha. Seu filho Omar Razzaz foi primeiro-ministro da Jordânia de 2018 a 2020.

### Citações
1. 1 2 3  «99 عامًا على ولادة منيف الرزاز: السياسي، المفكر، المعتقل، والأب» [99 anos do nascimento de Munif al-Razzaz: político, pensador, prisioneiro e pai]. 7iber | حبر (em árabe). Consultado em 1 de maio de 2025
2. 1 2  Moubayed, Sami M. (2006). Steel & Silk: Men and Women who Shaped Syria 1900-2000. Col: Bridge Between Cultures (em inglês). Seattle, Washington: Cune Press. p. 316. ISBN 978-1885942418. OCLC 62487692. Consultado em 1 de maio de 2025
3. ↑  Anderson, Betty S. (2009). Nationalist Voices in Jordan: The Street and the State. Col: Project MUSE (em inglês). Austin: University of Texas Press. p. 62. ISBN 978-0292783959. OCLC 182530881. Consultado em 1 de maio de 2025
4. ↑  Anderson, Betty S. (2009). Nationalist Voices in Jordan: The Street and the State. Col: Project MUSE (em inglês). Austin: University of Texas Press. p. 75. ISBN 978-0292783959. OCLC 182530881. Consultado em 1 de maio de 2025
5. ↑  Seale, Patrick; McConville, Maureen (1989). Asad of Syria: The Struggle for the Middle East (em inglês). Berkeley: University of California Press. p. 86. ISBN 978-0520066670. OCLC 25563302. Consultado em 1 de maio de 2025
6. ↑  Seale, Patrick; McConville, Maureen (1989). Asad of Syria: The Struggle for the Middle East (em inglês). Berkeley: University of California Press. p. 99. ISBN 978-0520066670. OCLC 25563302. Consultado em 1 de maio de 2025
7. ↑  Seale, Patrick; McConville, Maureen (1989). Asad of Syria: The Struggle for the Middle East (em inglês). Berkeley: University of California Press. p. 100. ISBN 978-0520066670. OCLC 25563302. Consultado em 1 de maio de 2025
8. ↑  Seale, Patrick; McConville, Maureen (1989). Asad of Syria: The Struggle for the Middle East (em inglês). Berkeley: University of California Press. p. 101–103. ISBN 978-0520066670. OCLC 25563302. Consultado em 1 de maio de 2025
9. ↑  Seale, Patrick; McConville, Maureen (1989). Asad of Syria: The Struggle for the Middle East (em inglês). Berkeley: University of California Press. p. 102. ISBN 978-0520066670. OCLC 25563302. Consultado em 1 de maio de 2025
10. ↑  Rabinovich, Itamar (1972). Syria Under the Baʻth, 1963-66: The Army Party Symbiosis (em inglês). Jerusalém: Israel Universities Press. p. 154. ISBN 978-0706512663. OCLC 605989. Consultado em 1 de maio de 2025
11. ↑  Seale, Patrick; McConville, Maureen (1989). Asad of Syria: The Struggle for the Middle East (em inglês). Berkeley: University of California Press. p. 109. ISBN 978-0520066670. OCLC 25563302. Consultado em 1 de maio de 2025
12. ↑  Seale, Patrick; McConville, Maureen (1989). Asad of Syria: The Struggle for the Middle East (em inglês). Berkeley: University of California Press. p. 110. ISBN 978-0520066670. OCLC 25563302. Consultado em 1 de maio de 2025
13. ↑  Seale, Patrick; McConville, Maureen (1989). Asad of Syria: The Struggle for the Middle East (em inglês). Berkeley: University of California Press. p. 111. ISBN 978-0520066670. OCLC 25563302. Consultado em 1 de maio de 2025
14. 1 2  Alam, Mahboob (1995). Iraqi Foreign Policy Since Revolution (em inglês). Nova Délhi: Mittal Publications. p. 33. ISBN 978-8170995548. OCLC 38007218. Consultado em 1 de maio de 2025
15. ↑  Ginat, Rami (2013). Egypt's Incomplete Revolution: Lutfi al-Khuli and Nasser's Socialism in the 1960s. Col: Cummings Center Series (em inglês). Londres: Routledge. p. 18. ISBN 978-1136309885. OCLC 839305214. Consultado em 1 de maio de 2025
16. ↑  Makiya, Kanan (1998). Republic of Fear: The Politics of Modern Iraq, Updated Edition (em inglês). Berkeley: University of California Press. p. 252. ISBN 978-0520214392. OCLC 44957657. Consultado em 1 de maio de 2025
17. ↑  Moubayed, Sami M. (2006). Steel & Silk: Men and Women who Shaped Syria 1900-2000. Col: Bridge Between Cultures (em inglês). Seattle, Washington: Cune Press. p. 169. ISBN 978-1885942418. OCLC 62487692. Consultado em 1 de maio de 2025
18. 1 2 3  Rejwan, Nissim (2009). Arabs in the Mirror: Images and Self-Images from Pre-Islamic to Modern Times (em inglês). Austin: University of Texas Press. p. 72. ISBN 978-0292774452. OCLC 234192357. Consultado em 1 de maio de 2025
19. ↑  Equipe do site (5 de junho de 2018). «رجل في الأخبار.. عمر الرزاز أصله سوري وصدام حسين سمم والده» [Um homem na notícia: Omar al-Razzaz é de origem síria e Saddam Hussein envenenou seu pai.]. Enab Baladi (em árabe). Consultado em 1 de maio de 2025